# Юэн, Шарль Эрнест
Шарль Эрнест Юэн (фр. Charles Ernest Huin; 30 января 1836, Нанси — 3 декабря 1912, Париж) — французский кораблестроитель XIX века.

## Биография
В 1857 году закончил политехнический институт в Париже и там же определился на службу кораблестроения. В 1858 году прошел шестимесячную стажировку в арсенале Шербура. В 1859 году, работая в арсенале Лорьяна, становится помощником инженера 3 класса. В 1864 году дорастает до помощника инженера 1-го класса.
В 1871 году Юэн заведовал сборочным и проектным цехами. 10 июля того же года взял, согласно декрета от 15 июня 1870 года, шестилетний отпуск без сохранения содержания для поступления на службу в частную индустрию, с целью освоения её достижений, и поступил в «Sociutu Nouvelle des Forges et Chantiers de la Mediterraneu» в Гавр. По прошествии шести лет возвращается в Лорьян к исполнению своих прежних обязанностей.
В 1878 году он становится помощником руководителя объединённых отделов вооружения и машин, а в 1880 году инженером 2 класса и наблюдает за строительством броненосца береговой обороны «Эндомтабль», заложенного в Лорьяне тремя годами ранее по проекту Сабатье. В этот год на стапеле заложен первый собственный проект Юэна — броненосец «Ош», заложенный 3 июня.
В 1881 году на основе чертежей «Ош» Юэн создаёт серию из 3-х броненосцев типа «Марсо». Однако строительство следующих двух броненосцев проекта Юэна, «Бреню» и «Шарль Мартэль», включённых в списки в 1882 году, было аннулировано.
Юэн являлся также автором последующих броненосцев типа «Шарль Мартэль» и единичного «Бувэ».
Работу на разных арсеналах Юэн оставил в декабре 1897 года, когда получил назначение в Париж, в генеральную инспекцию.
Вышел Юэн в отставку в 1901 году.